# Фредрік Ліндстрем
Фредрік Ліндстрем (швед. Fredrik Lindström нар. 24 липня 1989  Бредбін, Вестерноррланд, Швеція) — шведський біатлоніст, олімпійський чемпіон, дворазовий призер чемпіонатів світу з біатлону, учасник та переможець етапів кубка світу з біатлону.
Золоту олімпійську медаль та звання олімпійського чемпіона Ліндстрем здобув у складі шведської чоловічої естафетної команди на Пхьончханській олімпіаді 2018 року. 

## Виступи на Олімпійських іграх
| Рік  | Місце проведення | Інд | Спр | Пр | МС | Ест |
| 2010 | Ванкувер         | 78  | 38  | 33 |    | 4   |

## Виступи на чемпіонатах світу
| Рік  | Місце проведення     | Інд | Спр | Пр | МС | Ест | ЗМ |
| 2011 | Ханти-Мансійськ      | 61  | 11  | 25 | 11 | 4   |    |
| 2012 | Рупольдінг           | 10  | 6   | 10 | 3  | 16  | 4  |
| 2013 | Нове Место-на-Мораві | 3   | 8   | 7  | 12 | 11  | 14 |

## Кар'єра в Кубку світу
- Дебют в кубку світу — 12 грудня 2008 року в спринті в Гохфільцені — 47 місце.
- Перше попадання в залікову зону — 13 березня 2009 року в спринті у Ванкувері — 13 місце.
- Перше попадання на розширений подіум — 20 січня 2011 року в спринті в Антерсельві — 8 місце.
- Перша перемога — 20 січня 2012 року в спринті в Антерсельві — 1 місце.

## Список призових місць на етапах Кубка світу
За свою  кар'єру виступів на етапах Кубка світу з біатлону Фредрик 10 разів підіймався на подіум пошани, з них 3 рази (включаючи 1 особисту перемогу) на найвищу сходинку та 4 рази був третім. 5 із 10 подіумів Ліндстрем виборов у складі естафетної збірної. 
| № | Позиція | Дисципліна       | Етап        | Місце проведення |
| - | ------- | ---------------- | ----------- | ---------------- |
| 1 | 1       | естафета         | 2008/09 - 7 | Ванкувер         |
| 2 | 1       | змішана естафета | 2010/11 - 3 | Поклюка          |
| 3 | 1       | спринт           | 2011/12 - 6 | Антгольц         |
| 4 | 2       | спринт           | 2013/14 - 1 | Естерсунд        |
| 5 | 2       | естафета         | 2013/14 - 2 | Гохфільцен       |
| 6 | 2       | естафета         | 2013/14 - 6 | Антгольц         |

| №  | Позиція | Дисципліна          | Етап        | Місце проведення     |
| -- | ------- | ------------------- | ----------- | -------------------- |
| 7  | 3       | естафета            | 2011/12 - 4 | Обергоф              |
| 8  | 3       | мас-старт           | ЧС-2012     | Рупольдінг           |
| 9  | 3       | спринт              | 2011/12 - 9 | Ханти-Мансійськ      |
| 10 | 3       | індивідуальна гонка | ЧС-2013     | Нове Место-на-Мораві |

## Загальний залік в Кубку світу
- 2008-2009 — 81-е місце (28 очок)
- 2009-2010 — 44-е місце (176 очок)
- 2010-2011 — 23-е місце (382 очки)
- 2011-2012 — 9-е місце (615 очок)
- 2012-2013 — 7-е місце (654 очки)

## Статистика стрільби
| № п/п | Сезон     | Загальна        | Індивідуальна гонка | Спринт         | Гонка переслідування | Мас-старт      | Естафета      |
| ----- | --------- | --------------- | ------------------- | -------------- | -------------------- | -------------- | ------------- |
| 1     | 2008-2009 | 70,5% (66/82)   | 80,0% (16/20)       | 86,7% (26/30)  | 70,0% (14/20)        | 0,0% (0/0)     | 83,3% (10/12) |
| 2     | 2009-2010 | 81,4% (236/290) | 85,0% (51/60)       | 77,5% (62/80)  | 85,0% (68/80)        | 80,0% (16/20)  | 78,0% (39/50) |
| 3     | 2010-2011 | 83,7% (334/399) | 80,0% (64/80)       | 88,8% (71/80)  | 83,3% (100/120)      | 87,5% (70/80)  | 74,4% (29/39) |
| 4     | 2011-2012 | 86,6% (407/470) | 88,3% (53/60)       | 91,1% (82/90)  | 82,1% (115/140)      | 87,0% (87/100) | 87,5% (70/80) |
| 5     | 2012-2013 | 85,7% (438/511) | 91,7% (55/60)       | 83,0% (83/100) | 88,1% (141/160)      | 89,0% (89/100) | 76,9% (70/91) |